# Набій

Унітарний набій. 1-снаряд (куля, картеч або заряд дробу), 2-гільза, 3-заряд пороху, 4- дно гільзи та фланець, 5-запалювальний елемент (капсуль) та, іноді додаткові елементи.

Набі́й, патрон  — боєприпас стрілецької зброї (до 30 мм) та малокаліберних гармат (до 76 мм), що заряджається в один прийом. Набій з капсулем називають унітарним набоєм (патроном) — від лат. unitas («єдність»).
Унітарним патроном можуть бути артилерійський постріл або набій, у якому снаряд (куля, картеч або заряд дробу), заряд пороху, запальний елемент (капсуль-запальник) і, іноді, додаткові елементи з'єднані в одне ціле за допомогою гільзи.
У сучасній казеннозарядній стрілецькій зброї застосовуються виключно унітарні набої (за деякими винятками).

## Історія

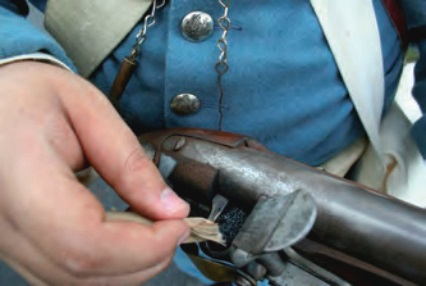
Натрушування пороху з паперового набою на полицю кременевої рушниці.

У дульнозарядній зброї порох відмірювався вручну і засипався в ствол, потім шомполом заганявся пиж і досилалася куля. Оскільки визначити необхідну кількість пороху для заряду в запалі бою було непросто, заздалегідь відміряні заряди стали поміщати в дерев'яних трубочках, підвішених до перев'язу-берендейки. Прагнення до швидкострільності привело в XVII столітті до винайдення першого набою: заряд поміщали в паперову оболонку, до якої приєднувалася і куля. Для заряджання кременевої рушниці паперовим набоєм вимагалося виконати такі дії: 1) взявши рушницю напоготів, звести курок, відкинути кресало; 2) вийнявши набій із суми, відірвати зубами (бо рука зайнята) папір на одному кінці набою («скусити набій»), відсипати на око частину заряду на полицю і закрити кресало; 3) поставивши рушницю прикладом на землю, всипати решту заряду в дуло і дослати кулю із залишком паперової гільзи. Споряджені набої носили в спеціальних коробочках-ладівницях і сумках-патронташах. У 1827 році Йоганн фон Дрейзе запропонував унітарний набій, що складався з кулі і пороху з коржиком ударної суміші, поміщених у гільзу. У паперову гільзу насипали порох, вставляли так званий «шпігель» (папковий циліндр, у нижню основу якого впресовувався коржик ударної суміші, а у верхній робилася заглибина для кулі) та яйцеподібну кулю. Під час спускання курка голка замка проколювала коржик ударної суміші, від чого він займався і ставався постріл. При цьому шпігель пороховими газами втискувався в нарізи ствола і обтикуючи кулю, вимушував її разом із собою обертатися по нарізах. Масовий перехід на унітарні набої і казеннозарядні рушниці стався після австро-прусської війни 1866 року. Але паперові гільзи мали істотний недолік: вони боялися вологи, від сирості коржики ударної суміші відставали від денець. Подальше вдосконалення набою привело до впровадження металевої гільзи і капсуля.

## Різновиди

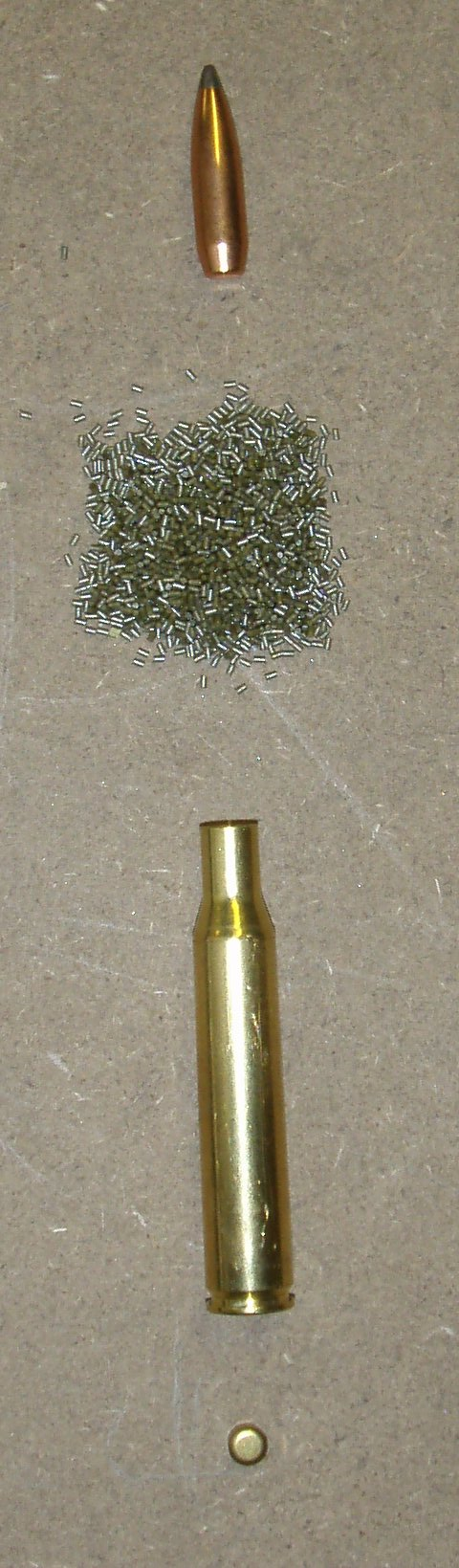
Сучасний унітарний гвинтівковий набій з металевою (латунною) гільзою у розборі. Згори до низу:
1.куля
2.порох
3.гільза
4.Капсуль

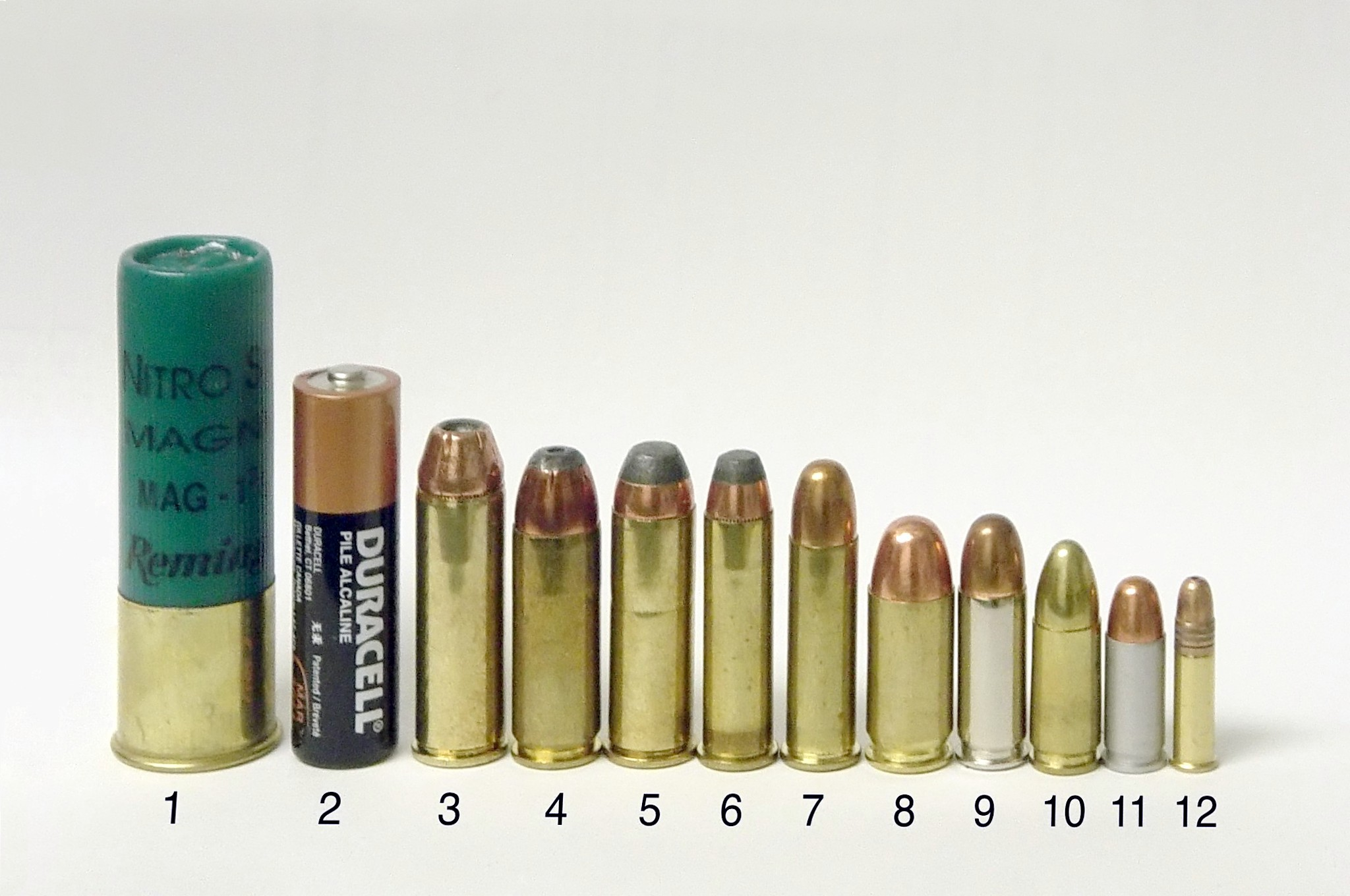
1 — Набій 12 калібру (даний для порівняння), 2 — батарейка AA (для порівняння), Різні пістолетні набої (3-12): 3 — .454 Casull, 4 — .45 Winchester Magnum, 5 — .44 Remington Magnum, 6 — .357 Magnum, 7 — .38 Special, 8 — .45 ACP, 9 — .38 Super, 10 — 9 mm Luger, 11 — .32 ACP, 12 — .22 LR

### Загальна класифікація
Залежно від призначення, набої поділяють на бойові та допоміжні.
Бойові набої призначені для ураження живої сили та техніки противника. В залежності від зброї, для якої вони створені, набої поділяють на:
- Артилерійський постріл — набій калібру 20-76 мм. Такий же постріл понад 76 мм називається артилерійським пострілом унітарного заряджання.
- Гвинтівковий набій — для гвинтівок та кулеметів (в тому числі крупнокаліберних);
- Проміжний набій — для автоматів, проміжний по потужності між гвинтівковим та пістолетним патроном;
- Пістолетний набій — для пістолетів та пістолетів-кулеметів.
- Набій для рушниці — для рушниць. Має велику кількість можливих варіантів куль.

Допоміжні набої призначені для виконання різних задач, що не мають прямого відношення до враження живої сили та техніки противника. До них відносять:
- спортивні набої різної конструкції для стрільби у спортивно-тренувальних цілях;
- холості набої для безпечної стрільби на навчаннях, маневрах, салютах;
- навчальні набої для безпечного відпрацювання вправ зі зброєю;
- підвищеного заряду та/або тиску для випробування зброї;
- еталонні набої для перевірки точності виконання елементів зброї;
- змащувальні набої для змащення та/або чищення каналу ствола;

та інші.
Залежно від форми, набої поділяють на:
- циліндричні або бутилочні, що не мають стрімких переходів у формі зовнішньої поверхні;
- трьохгранні (для зброї з відкритим набійником);
- з виступом закрайку фланцю (фланець повністю виступає за бічну поверхню гільзи, наприклад, як у 7,62×54 мм R);
- без виступу фланцю;
- з частковим виступом фланцю за край гільзи;
- з уступом фланцю (фланець утворений бічною проточкою дна гільзи, однак має менший діаметр);
- з кільцевим виступом корпусу гільзи;
- без фланцю взагалі.

За матеріалом гільзи:[джерело?]
- з паперовою гільзою безкапсульні (вироблялися у ХІХ ст. для кремнієвих рушниць з заряджанням через казенну частину);
- з металевою гільзою;
- з метолопластиковою гільзою (задня частина з металу, а стінки з пластику чи з паперу, зазвичай у мисливських набоях для рушниці);
- з пластиковою гільзою (новітній винахід американських зброярів, з метою пониження ваги набоїв);
- безгільзові (гільза виготовлена з пороховмісного пластику і уся згорає при пострілі).

За типом снаряда:
- зі звичайною кулею;
- з кулею підвищеної пробивальності;
- з пониженою швидкістю кулі;
- із бронебійною кулею;
- із трасувальною кулею;
- із бронебійно-запалювальною кулею;
- із бронебійно-запалювальною трасувальною кулею;
- з запалювальною кулею миттєвої дії;
- із пристрілювально-запалювальною кулею;
- з експансивною кулею;
- з розривною кулею;
- із дробом;
- з хімічним зарядом («газові»);
- із травматичним снарядом (гумовою, пластиковою кулею або дробом, з сіллю і т. ін.);
- агітаційні (наповнені листівками, що висипаються зі снаряду після його вибуху в повітрі);
- зі спеціальним снарядом (будівничий дюбель, тощо).

За способом займання:
- центрального займання;
- кільцевого (бічного) займання;
- шпилькові;
- з електричним займанням.

### Дозвукові набої
До недоліків стрільби стандартними набоями зі звичайних гвинтівок належить гучний звук пострілу та спалах порохових газів, що видають місце знаходження стрільця. Використанням глушника можливо частково усунути ці проблеми, однак звук від подолання кулею надзвукового бар'єру прибрати не виходить. Для виконання прицільного пострілу з малою гучністю можна використати спеціальні набої з дозвуковою початковою швидкістю (близько 320 м/c залежно від атмосферного тиску та вологості повітря) кулі.
В Російській Федерації виготовляють спеціальні дозвукові набої калібру 9×39 мм та стрілецьку зброю під нього: Гвинторіз, АС «Вал», СР-3 «Вихор», ВСК-94, тощо.
Американським підприємством Advanced Armament Corporation був створений набій 300 AAC Blackout (7,62×35 мм) який має варіанти з дозвуковою початковою швидкістю кулі. Особливість цього набою в тому, що його можна використовувати в стандартних магазинах гвинтівок AR-15 та карабінах M-4.

### Безшумні набої
Безшумну вогнепальну зброю можна поділити за методами досягнення «безшумної» роботи зброї:
1. шляхом встановлення на зброї спеціалізованого пристрою, «глушника», який зменшує спалах і шум від порохових газів;
2. шляхом використання набоїв, які стримують в середині себе порохові гази, тим самим спалах або істотно зменшується, або ж взагалі усувається.

Такі спеціалізовані набої можуть мати різну назву, але спільний принцип дії: втримання порохових газів в середині, однак їх конструкція може істотно різнитись. Один з перших таких набоїв був запатентований в Сполучених Штатах в 1900 році. Серед сучасних прикладів безшумних набоїв розроблених в Росії можна назвати:
- СП-2 та СП-3 калібру 7,62 мм для ножа НРС та малогабаритного пістолета МСП.
- СП-4 калібру 7,62 мм для пістолетів ПСС, ОЦ-38, ножа НРС-2.
- «Змія» ПЗ, ПЗА, ПЗАМ для двуствольних пістолетів С-4 та С-4М «Гроза».

## Маркування
Набої позначають із допомогою нанесення спеціальних позначень на дно гільзи а також фарбуванням кінчика кулі у визначені кольори. Проте, інколи кінчик кулі може мати відмінний колір через встановлення пластикової заглушки в експансивну кулю — це поліпшує аеродинамічні якості та усуває причини збоїв в зброї, механізм якої розрахований на кулю з кінчиком. Спершу, кожна армія створювала власну систему кольорових позначень набоїв, але з появою міжнародних військових організацій, таких як НАТО та Варшавський договір, почався процес до загальної уніфікації.

### США
В Сполучених Штатах діють такі правила кольорового маркування набоїв для стрілецької зброї:
- Бронебійна куля — кінчик кулі або вся куля пофарбована в чорний, гільза не фарбована; як варіант — кінчик червоний зі сріблястим кільцем;
- Бронебійно-запалювальна куля — кінчик кулі пофарбований в сріблястий колір;
- Запалювальна куля — синій або темно синій кінчик з блакитним кільцем;
- Трасувальна куля — кінчик кулі фарбований у помаранчевий, коричневий, червоний, або пурпуровий колір.

### Радянський Союз

Приклад маркування спеціальних куль набою 7,62×39 мм:
1. трасувальна,
2. бронебійно-запалювальна,
3. запалювальна,
4. підвищеної ефективності

Технічні дані про набої, місце та час їхнього виготовлення а також ознаки відмінності наведені частково на самому набої, частково — на упаковці (металеві ящики та дерев'яні коробки). Безпосередньо сам набій може містити відомості про місце та час виготовлення та особливі властивості кулі. Номер або умовну позначку (шифр) заводу-виробника та останні дві цифри з року виготовлення штампують на зовнішній поверхні дна гільзи.
Якщо кулі (набої) не мають особливостей у формі, то їх можуть позначати кольоровим фарбуванням вершинки кулі. Наприклад, вершинку трасувальної кулі фарбують в зелений колір, запалювальної та пристрілочно-запалювальної в червоний, 7,62 мм важкої кулі — жовтий, бронебійно-запалювальної — чорний з червоним пояском, бронебійно-запалювально-трасувальної — фіолетовий з червоним пояском, тощо. Звичайні кулі, зазвичай, не фарбують.
Скорочене позначення набою містить дані про калібр, кулю, та матеріал гільзи. Тип кулі позначають літерами, інколи з цифрами, наприклад:
- Л, Д — гвинтівкова легка та важка;
- Пст, ПС, ЛПС — зі сталевою серцевиною;
- ПТ, Т-45, Т-46 — трасувальна;
- БЗ, Б-32, Б-41 — бронебійно-запалювальна;
- БЗТ, БЗТ-44, БСТ — бронебійно-запалювально-трасувальна;
- З, ЗП — запалювальна;
- ПЗ — пристрілочно-запалювальна;
- МДЗ — запалювальна миттєвої дії;
- ПП - підвищена пробійність, тощо

Гільзи позначають літерами: гл (латунна), гж (біметалева), гс (сталева).